# Doloplazy (ort i Tjeckien, lat 49,57, long 17,41)
Doloplazy är en ort i Tjeckien.   Den ligger i regionen Olomouc, i den östra delen av landet, 220 km öster om huvudstaden Prag. Doloplazy ligger 299 meter över havet och antalet invånare är 1 235.
Terrängen runt Doloplazy är platt åt sydväst, men åt nordost är den kuperad.Runt Doloplazy är det ganska tätbefolkat, med 78 invånare per kvadratkilometer. Närmaste större samhälle är Olomouc, 12,0 km väster om Doloplazy. Trakten runt Doloplazy består till största delen av jordbruksmark.